# VRT 300
El VRT 300 (en ruso: ВРТ 300) es un helicóptero ruso no tripulado. Se presentó en el salón aeronáutico MAKS en 2017. 
Este minihelicóptero, fabricado por Russian Helicopters, ha sido diseñado para patrullas sobre el hielo ártico en apoyo de una navegación marítima segura. Otra versión del VRT 300, Opticvision, cuenta con un mayor rango de vuelo para monitoreo y sondeo remoto. Su pequeño motor y su escasa equipación le dan una gran versatilidad. 

## Especificaciones
- Peso máximo al despegue : 300 kg
- Velocidad máxima : 180 km/h
- Radio de operación : 150 km
- Peso de carga útil : 70 kg
- Duración del vuelo : 5 horas
- Alcance máximo de comunicación con línea de visión a altitud de vuelo : 100 km